# مزرعة لوزيد
مزرعة لوزيد إحدى القرى اللبنانية من قرى قضاء جزين في محافظة الجنوب.